# Reiko Takashima
Reiko Takashima (jap. 高島礼子 Takashima Reiko; ur. 25 lipca 1964) – japońska aktorka.

## Filmografia

### Seriale
- Seirei no Moribito Saishusho 3 (NHK 2017-2018) jako Torogai
- Cross Road 2 (NHK BS Premium 2017)
- Seirei no Moribito 2 (NHK 2017)
- Onnatachi no Tokusou Saizensen (TV Asahi 2016)
- Cross Road (NHK BS Premium 2016)
- Seirei no Moribito (NHK 2016)
- Seishun Tantei Haruya (NTV 2015)
- Angel Heart (NTV 2015)
- Tsuma to Tonda Tokkouhei (TV Asahi 2015)
- Sakura ~ Jiken o Kiku Onna (TBS 2014)
- Tonari no Onna (TBS 2014)
- Saikou no Omotenashi (NTV 2014)
- Hancho 6 (TBS 2013)
- Kaneko Misuzu Monogatari ~Minna Chigatte Minna Ii~ (TBS 2012)
- Tsumiki Kuzushi ~ Saishuushou (Fuji TV 2012)
- Monsters (TBS 2012)
- Reset ~ Hontou no Shiawase no Mitsukekata (TBS 2012)
- Hanchou ~ Keishichou Azumi-han (TBS 2012)
- Shimei to Tamashi no Limit (NHK 2011)
- Last Money ~Ai no Nedan~ (NHK 2011)
- Noriko Goes To Seoul (KBS2 2011)
- Juunen Saki mo Kimi ni Koishite (NHK 2010)
- Yamato Nadeshiko Shichi Henge (TBS 2010)
- Atashinchi no Danshi (Fuji TV 2009)
- Tenchijin (NHK 2009)
- Kokuchi Sezu (TV Asahi 2008)
- Yottsu no Uso (TV Asahi 2008)
- SAITOU san jako Mikami Ritsuko (NTV 2008)
- Five (NHK 2008)
- Oishii Gohan: Kamakura Kasugai Kometen jako Sawano Miyuki (TV Asahi 2007) odc.2,7
- Sakurasho no Onnatachi jako Aizawa Hana (TV Asahi 2007)
- Haikei, Chichiue-sama jako Tawara Yukino (Fuji TV 2007)
- Maguro (TV Asahi 2007)
- Kekkon Dekinai Otoko jako Maya (Fuji TV 2006)
- Bengoshi no Kuzu jako Kato Tetsuko (TBS 2006)
- Yato (TBS 2005)
- Jukunen Rikon jako Ritsuko (TV Asahi 2005)
- Nyokei Kazoku jako Yajima Fujiyo (TBS 2005)
- Engine jako Ushikubo Eiko (Fuji TV 2005)
- Kunitori Monogatari (TV Tokyo 2005)
- Taika no Kaishin jako Takarano Himemiko (NHK 2005)
- Akai Tsuki jako Morita Namiko (TV Tokyo 2004)
- Otouto (Fuji TV 2004)
- Ooku Dai-ishou jako żona Shogun (Fuji TV 2004)
- Igi Ari! jako Ooka Norie (TV Asahi 2004)
- Night Hospital (NTV 2002)
- Omiya jako Omiya (NHK 2002)
- Rouge jako Motomiya Reiko (NHK 2001)
- Neverland jako Yoda Keiko (TBS 2001)
- Onna to Ai to Mystery (TV Tokyo 2001-)
- Ashita wo Dakishimete (NTV 2000)
- Obachama, kowarechattano (TV Asahi 2000)
- Amai Seikatsu (NTV 1999)
- Kizu Darake no Onna (Fuji TV 1999)
- Jinbe (Fuji TV 1998)
- Santa ga Koroshi ni Yatte Kita 2 (KTV 1997)
- Koi no Katamichi Kippu (NTV 1997)
- Seigi no Mikata (NTV 1997)
- Koi no Bakansu (NTV 1997)
- Coach (Fuji TV 1996)
- Itsuka Mata Aeru jako Osawa Keiko (Fuji TV 1995)
- Imoto Yo (Fuji TV 1994)
- Kekkon Shitai Otokotachi (TBS 1991)
- Daihyo Torishimariyaku Deka (TV Asahi 1990-1991)
- Abarenbo Shogun jako Kozoe (TV Asahi)

### Filmy
- Hagure Shocho no Satsujin Kyuko 3 jako Kumiko Seno (2018)
- Omiokuri jako Yayoi Mitsushima (2018)
- Kita no Sakuramori jako Mitsue Shimada (2018)
- Hoshi Meguri no Machi (2018) jako Yayoi
- Hidamari ga Kikoeru (2017) jako Ryoko Sugihara
- Boku no Tsuma to Kekkon Shite Kudasai jako Kaori Chita (2016)
- Yakuza Apocalypse: The Great War Of The Underworld jako Sosuke Zenba (2015)
- The Next Generation Patlabor: Tokyo War jako Kei Takahata (2015)
- Tsuma to Tonda Tokkouhei jako Fumiko Inoue (2015)
- Tonari no Onna jako Sachi Tachihara (2014)
- Sakura Housara jako Rie (2014)
- L-DK jako Sayoko (2014)
- Pokémon: Genesect i objawiona legenda jako Mewtwo (głos) (2013)
- Home: Itoshi no Zashiki Warashi (2012)
- Kaneko Misuzu Monogatari-Minna Chigatte, Minna Ii jako Michi Kamiyama (2012)
- Ranhansha (2011)
- Space Battleship Yamato (2010)
- Kimi ga Odoru, Natsu (2010)
- Reiruweizu: 49-sai de densha no untenshi ni natta otoko no monogatari (2010)
- Killer Virgin Road (2009)
- Shimada Youshichi no saga no gabai baachan (2009)
- Pride (2009)
- K-20: Legend of the Mask (2008)
- Inu to watashi no 10 no yakusoku (2008)
- Chacha: Tengai no onna (2007)
- Last Love (2007)
- Oh-oku: The Movie (2006)
- Tannka (2006)
- Adiantum Blue (2006)
- Baruto no Gakuen (2006)
- 2/2 (2005)
- Gokudo no Onna-tachi: Joen (2005)
- Azumi 2: Miłość albo śmierć (2005)
- Kakushi-ken Oni no tsume (2004)
- Hanochi (2004)
- Tsuribaka Nisshi 14 (2003)
- Shoro Nagashi (2003)
- Opowieść o księciu Genjim: Wieczna miłość (2001)
- Dreammaker (1999)
- Niji no Misaki (1999)
- Shinsei Toire no Hanako-san (1998)
- Nagasaki Burabura Bushi (2000)
- Gimu to Engi (1997)
- Kuro no Tenshi Vol. 1 (1997)
- Kagero II (1996)
- Shudan-Sasen, TOEI (1994)
- Bo no Kanashimi (1994)
- Kyouju Luger P08 (1994)
- Shuto Kousoku Trial 3 (1991)